# Centerville (Tennessee)
Centerville település az Amerikai Egyesült Államok Tennessee államában, Hickman megyében, melynek megyeszékhelye is. Lakosainak száma 3532 fő (2020. április 1.).

## Népesség
A település népességének változása:

| 2010 | 3 644 |
| 2020 | 3 532 |